# Frances Sargent Osgood
Frances Sargent Osgood (ur. 18 czerwca 1811 w Bostonie, zm. 12 maja 1850 w Nowym Jorku) – amerykańska poetka.

## Życiorys
Urodziła się 18 czerwca 1811 w Bostonie jako Frances Sargent Locke. Jej rodzicami byli Joseph Locke i jego druga żona Mary. Dzieciństwo spędziła w Hingham w stanie Massachusetts, gdzie prawdopodobnie miała prywatne nauczycielki. Chodziła też do Boston Lyceum for Young Ladies. W 1834 poznała Samuela Stillmana Osgooda, malarza, któremu pozowała do portretu. Szybko przypadli sobie do gustu. Zanim obraz został ukończony, zaręczyli się. Pobrali się w 1835. Wyjechali do Londynu, gdzie Samuel zamierzał dalej studiować malarstwo. W 1836 Frances urodziła pierwszą córkę, Ellen Frances. Ważnym i powszechnie znanym epizodem była znajomość z Edgarem Allanem Poe, który poświęcił jej kilka wierszy. Poetka mocno przeżyła śmierć Poego, który zmarł w niewyjaśnionych okolicznościach w Baltimore w 1849. Sama zmagała się już wtedy z gruźlicą. Pod koniec życia nie mogła już mówić. Zmarła 12 maja 1850.

## Twórczość
W wieku czternastu lat zadebiutowała w piśmie „Juvenile Miscellany”, prowadzonym przez Lydię Marię Child. Podczas pobytu w Londynie opublikowała dwa tomy poezji, A Wreath of Wild Flowers from New England (1838) i The Casket of Fate (1839). W pierwszym z nich znalazł się pięcioaktowy dramat Elfrida. Po powrocie od Ameryki, Frances wydała The Poetry of Flowers and Flowers of Poetry (1841), The Snowdrop, a New Year Gift for Children (1842), Rose, Sketches in Verse (1842) i Puss in Boots (1842).
Na cześć poetki w 1854 wydano tom Laurel Leaves, zredagowany przez Mary E. Hewitt, zawierający wiersze kilkudziesięciu poetów.